# Teknik

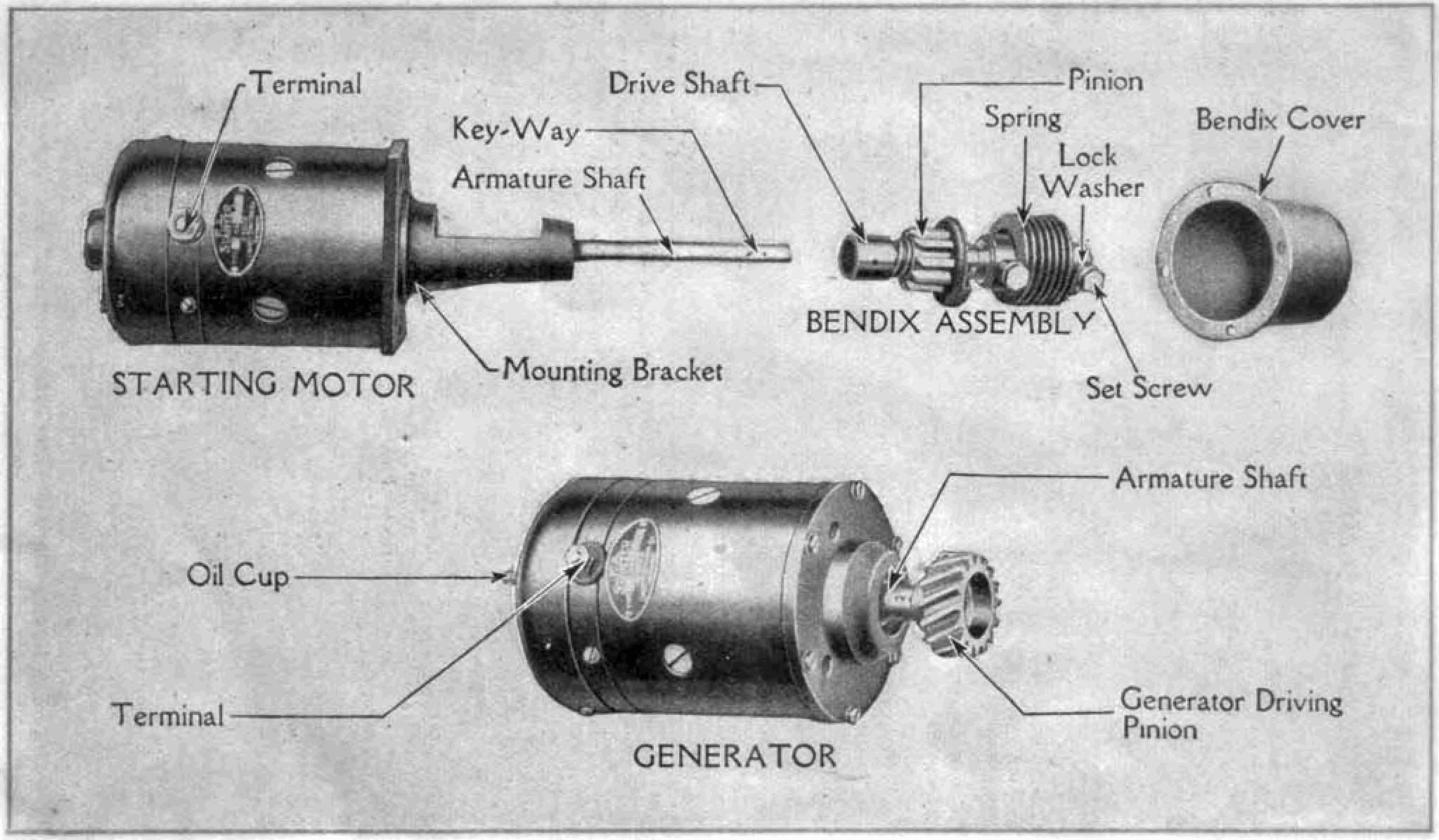
För att förklara tekniken i en T-ford gjordes en användarmanual.

Teknik, från grekiska téchnē (τέχνη) som betyder "konst", "skicklighet" eller "hantverk", är metoder att minska behovet av fysisk eller psykisk belastning och öka levnadsstandarden i vid mening.[källa behövs] Detta görs oftast genom att utnyttja och omvandla naturens resurser till produkter, processer, anläggningar. Nyttjande av teknik innebär alltid en överföring av energi. Läran om teknik kallas teknologi. Teknik är också ett skolämne som infördes 1980 som ett obligatoriskt ämne i Sverige.

## Definition
Det finns många olika definitioner av "teknik". Marshall McLuhan menar att teknik är en förlängning av biologiska, evolutionärt framväxta funktioner hos människan, både materiellt och kommunikationsmässigt. Men det finns definitioner där teknikbegreppet inte enbart är kopplat till människan. Hornborg definierar teknik som en strävan att övervinna begränsningar i tid och rum, vilket alltså även kan appliceras på andra arter och på maskiner.

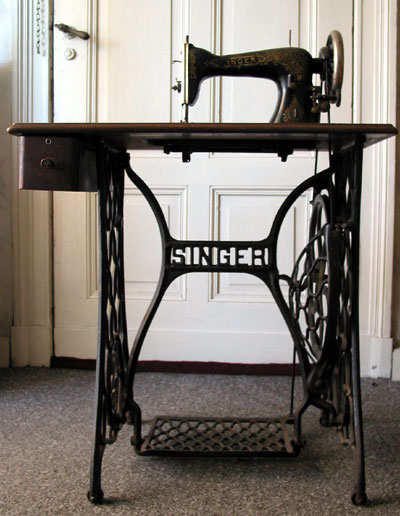
En Singer-symaskin.

## Klassificering
Tekniken har ofta delats upp i fem funktioner: 
- att transformera (t.ex. olja till plast)
- att transportera (till exempel varor, människor eller information)
- att lagra (t.ex. information eller matvaror)
- att kontrollera/styra/reglera (till exempel en termostat som håller en jämn temperatur i ett hus).[3]

Andra klassificerar tekniker i enbart två funktioner, utifrån om huvudsyftet är underhåll eller förflyttning.
Det finns olika typer av teknik. Några exempel är: IKT (informations- och kommunikationsteknik), bioteknik, vetenskaplig metod, sångteknik, ljudteknik, bollteknik, vävteknik, rymdteknik, flygteknik.
Många av teknikområdena är grenar av ingenjörsvetenskapen.
Inom bibliotek hittas litteratur om teknik under signum P (i SAB) och 600 - 699, tillsammans med medicin under rubriken TIllämpade vetenskaper (i Dewey).
Enligt Kommittén för teknologisk innovation och etik innebär ansvarsfull teknik att "ett etiskt förhållningsätt tillämpas vid utveckling, användning och spridning av ny teknik. Det innebär även en medvetenhet om att teknikutveckling ska bidra såväl till ett miljömässigt, socialt och ekonomiskt hållbart samhälle som till stärkt konkurrenskraft. De utmaningar teknikutvecklingen för med sig måste adresseras öppet och aktivt". 

## Teknikens historia
Både människor och djur använder redskap, men till skillnad från djuren har människor utvecklat och förvarat sina redskap.[källa behövs]
Teknik som eget skolämne infördes i Sverige med Lgr69 (Läroplan för grundskolan). Förhoppningen var att väcka intresse för tekniskt arbete (anställning i industrin) som inte förutsatte högre studier (till ingenjör) och som (till skillnad från slöjd och hantverk) inte framstod som föråldrat.